# Titisee-Neustadt (Landschaftsschutzgebiet)
Das Landschaftsschutzgebiet Titisee-Neustadt ist ein mit Verordnung der Unteren Naturschutzbehörde beim Landratsamt Breisgau-Hochschwarzwald vom 20. März 2003 ausgewiesenes Landschaftsschutzgebiet (LSG-Nummer 3.15.033).

## Lage und Beschreibung
Das ca. 8.317 Hektar große Gebiet umgibt die Gemeinden Titisee-Neustadt und Waldau und gehört zu den Naturräumen Hochschwarzwald und Südöstlicher Schwarzwald.
Laut Steckbrief handelt es sich um eine typische, streubesiedelte Schwarzwaldlandschaft von besonderer Eigenart, Vielfalt und Schönheit.
Die Wutach durchfließt das Schutzgebiet und im Süden liegen die Gewässer Titisee und Eisweiher. Das Landschaftsschutzgebiet hat Anteil am FFH-Gebiet Hochschwarzwald um Hinterzarten und am Vogelschutzgebiet Mittlerer Schwarzwald.

## Schutzzweck
Wesentlicher Schutzzweck ist gemäß Schutzgebietsverordnung
- die Erhaltung der besonderen Eigenart, Vielfalt und Schönheit der typischen streubesiedelten Schwarzwaldlandschaft;
- die Erhaltung der Vielfalt der Landschaft, die gegliedert ist in Bergrücken und muldenartig ausgeformte, teilweise wenig eingetiefte Täler;
- die Erhaltung der Bedeutung für eine Vielzahl von Tier- und Pflanzenarten.